# Morgana King
Morgana King, pseudonimo di Maria Grazia Morgana Messina (Pleasantville (New York), 4 giugno 1930 – Palm Springs, 22 marzo 2018), è stata una cantante e attrice statunitense.

## Biografia
Nasce come Maria Grazia Morgana Messina a Pleasantville, un villaggio a pochi chilometri da New York da una famiglia siciliana. Il padre Ignazio Messina, nato nel 1892 a Piedimonte Etneo, e la madre Isidora Grazia Scalia, nata nel 1901 a Fiumefreddo di Sicilia, dopo essersi sposati il 28 settembre del 1918 a Fiumefreddo emigrarono negli Stati Uniti il 14 febbraio del 1920. A New York il padre era proprietario di un negozio di carbone e ghiaccio. Incise a partire dal 1954 una serie di fortunati album jazz. La sua carriera musicale durò circa un trentennio. Al cinema ebbe la parte di Carmela Corleone nei primi due film della trilogia del Padrino, al fianco dunque di Marlon Brando nella prima pellicola e come vedova del boss nel secondo episodio della trilogia diretta da Francis Ford Coppola.

## Vita privata
Si sposò in prime nozze, a soli 17 anni, con Tony Fruscella: dal matrimonio, terminato con un divorzio nove anni dopo, nacque una figlia di nome Graysan, che le premorì nel 2008. Il suo secondo marito la lasciò vedova nel 1965, a causa di un incidente d'auto. Morì il 22 marzo 2018, a 87 anni, per un linfoma non Hodgkin, ma la notizia venne diramata solo alcuni mesi dopo.

## Filmografia
- Il Padrino, regia di Francis Ford Coppola (1972)
- Il Padrino - Parte II, regia di Francis Ford Coppola (1974)
- Nunzio, regia di Paul Williams (1978)
- A Time to Remeber, regia di Thomas Travers (1987)
- A Brooklyn State of Mind, regia di Frank Rainone (1997)

## Discografia parziale
- Morgana King. The complete Reprise recordings: It's a quiet thing - Wild is love! - Gemini changes, Label Records 2000 (2 cd).